# Lärchhöhe
Die Lärchhöhe ist mit 573 m ü. NHN der zweithöchste Berg im Spessart im bayerischen Landkreis Aschaffenburg. Wegen ihrer geringen Dominanz (240 m) und Schartenhöhe (1 m) kann die Lärchhöhe als Nebengipfel des Geiersberges angesehen werden.

## Geographie
Der bewaldete Berg liegt im gemeindefreien Gebiet Rohrbrunner Forst ungefähr 1,8 km östlich der Autobahnraststätte und Anschlussstelle Rohrbrunn an der A 3 zwischen Aschaffenburg und Würzburg und etwa 250 Meter nördlich der Staatsstraße 2312 (ehemalige Bundesstraße 8). Im Nordosten geht sie flach zum etwa 750 Meter entfernen Gipfel des Geiersberges (586 m ü. NHN) über. An den Rohrberg genannten Südosthängen befindet sich das Naturschutzgebiet Rohrberg.
Der nächstgelegene Wanderweg des Spessartbundes ist mit Rotpunkt 94 gekennzeichnet. Dieser verlässt die St 2312 nördlich in Richtung Lärchhöhe, wendet sich dann aber in Richtung Westen. Der Gipfel ist nur auf einem nicht markierten Weg zu erreichen.
Die Lärchhöhe bietet aufgrund starker Bewaldung keinerlei Aussicht.